# Senat d'Espanya
El Senat d'Espanya és la cambra alta de les Corts Generals espanyoles, així com el parlament i òrgan constitucional que representa el poble espanyol. Les Corts Generals, amb les seves dues cambres, exerceixen la potestat legislativa de l'estat, aproven els seus pressupostos, controlen l'acció del Govern i tenen les altres competències que li atorga la Constitució Espanyola.
No obstant això, aquesta bicameralitat no suposa una equiparació completa entre el Congrés dels Diputats i la cambra territorial. La Constitució reserva al Congrés una sèrie de funcions i facultats que posen de manifest la seua supremacia. D'aquesta forma la cambra baixa autoritza la formació del Govern d'Espanya, pot provocar-ne el seu cessament, coneix en primer lloc la tramitació dels projectes legislatius i dels pressupostos, i ha de confirmar o rebutjar les esmenes o vetos que pot aprovar el Senat sobre aquests textos legislatius.

## Antecedents
El Senat té el seu antecedent més remot en l'Estatut Reial, atorgat per Maria Cristina de Borbó-Dues Sicílies, regent l'any 1834 durant la minoria d'edat d'Isabel II, i que va establir per primera vegada a Espanya la configuració bicameral de les Corts, al dividir-les en dos Estaments: el de Pròcers del Regne i el de Procuradors del Regne.
L'Estament dels Pròcers del Regne tenia una composició mixta, amb membres nats com els fills del rei i de la Grandesa d'Espanya i membres de nomenament reial, limitat a individus de classe, pel que quedava una cambra la naturalesa de la qual corresponia en essència a la representació dels nobles i la jerarquia eclesiàstica a les Corts de l'Antic Règim.
La Constitució de 1837, aprovada com a conseqüència Motí de La Granja de San Ildefonso que va forçar a la Reina Regent a sancionar-la, va recollir per primera vegada la denominació de "Senat" per a la cambra alta de les Corts Generals. El primer president fou José María Moscoso de Altamira.
En les successives Constitucions de 1845, 1856, 1869 i 1876 el Senat va figurar com a cambra colegisladora, en igualtat amb el Congrés dels Diputats, exceptuant en matèria de forces armades i de contribucions i crèdit públic, i a més va tenir en determinades ocasions reservada la facultat de jutjar als membres del Govern acusats per la cambra baixa.
Durant el període de la Segona República el senat quedà suprimit, decisió adoptada en la sessió del 27 d'octubre de 1931 per 150 vots contra 100. Després de perdre la votació, el diputat Ángel Ossorio y Gallardo acusà als seus companys conservadors i agraris, els quals es retiraren de l'hemicicle, de no haver donat suport per a impedir el triomf de la monocameralitat que defensaven els socialistes.

## Naturalesa de la cambra

### Composició
El Senat és compost per un nombre variable de senadors, elegits per un sistema mixt:
- Els senadors d'elecció directa són elegits per sufragi universal, lliure, directe i secret a raó de quatre senadors per cada província, tres senadors per cadascuna de les illes o agrupacions d'elles de Gran Canària, Mallorca, i Tenerife, un senador per cadascuna de les illes o agrupacions d'elles d'Eivissa-Formentera, Menorca, Fuerteventura, La Gomera, El Hierro, Lanzarote i La Palma, i dos senadors per cadascuna de les ciutats autònomes de Ceuta i Melilla. El sistema electoral utilitzat per elegir aquest grup de senadors s'anomena escrutini majoritari plurinominal parcial o "vot en bloc".
- Els senadors d'elecció indirecta són elegits per l'Assemblea Legislativa de cada comunitat autònoma a raó d'un senador inicial i un altre per cada milió d'habitants del seu territori respectiu;

L'elecció dels senadors d'aquest últim grup es verifica per mitjà d'un arranjament sota un criteri de representació majoritària atenuada que beneficia els partits i coalicions més votades.

### Mandat
El mandat dels senadors finalitza quatre anys després de la seva elecció o el dia de la dissolució de la cambra, que pot tenir lloc de manera conjunta o separada de la dissolució del Congrés dels Diputats; el dret de dissolució correspon al rei d'Espanya que l'exerceix a petició del President del Govern i sota l'exclusiva responsabilitat d'aquest.
Així mateix, el mandat dels senadors escollits per les comunitats autònomes pot estar vinculat pels respectius Estatuts d'Autonomia a la condició de Diputat autonòmic o ser renovat per a la resta del seu període natural després d'haver-se dissolt el Senat, la qual cosa es verifica mitjançant l'expedició d'una nova credencial per a aquest mateix senador.

### Caràcter
El règim d'elecció dels Senadors fa del Senat una cambra de representació territorial, encara que en l'actualitat es debat la idea de reformar la Constitució Espanyola de 1978 a fi de reafirmar aquest caràcter; possibles solucions serien l'eliminació de les circumscripcions provincials, l'atribució als òrgans de les Comunitats Autònomes de l'elecció de la totalitat dels Senadors o la unió de la condició de Senador a la de membre del Govern autonòmic respectiu.
La naturalesa territorial del Senat es reflecteix en el mètode d'elecció dels seus integrants, en l'organització interna de la cambra i en les funcions que té atribuïdes, especialment la iniciativa de la consideració de la necessitat que l'Estat harmonitzi lleis autonòmiques o la potestat exclusiva d'autoritzar al Govern a intervenir en les Comunitats Autònomes.

### Òrgans del Senat
En exercici de l'autonomia que la Constitució reconeix al Senat, la cambra es regeix pel reglament establert per ella i refós per la seva Mesa l'any 1994 i que configura una sèrie d'òrgans de govern per a exercir les competències corresponents.
Aquests òrgans són, principalment:
- El President del Senat, que ostenta la representació de la cambra i que és escollit pel ple per a la totalitat de la legislatura. Presideix tots els altres òrgans col·legiats del Senat.
- La Mesa del Senat, integrada pel president, dos Vicepresidents i dos Secretaris triats pel ple en funció de la importància numèrica dels diversos grups parlamentaris, la funció primordial dels quals és regir i ordenar el treball de tot el Senat, sent l'òrgan de govern intern. Els vicepresidents són elegits mitjançant votació secreta feta amb paperetes, amb el qual són elegits els dos que obtenen més vots a favor. Els secretaris són elegits seguint el mateix sistema.[6]
- La Junta de Portaveus, integrada pel president i el Portaveu de cadascun dels Grups Parlamentaris, més un membre del Govern i altre de la Mesa del Senat, i el personal tècnic necessari. La seva funció primordial és fixar l'ordre del dia de les sessions del Ple.
- Les Comissions, compostes per un nombre proporcional de senadors en funció de la importància numèrica dels diversos grups parlamentaris, i que poden ser de dos tipus: Permanents i No permanents. En el cas de les Comissions permanents, el Ple del Senat pot conferir-los competència legislativa plena amb relació a un assumpte, amb el que podran aprovar o rebutjar definitivament el projecte de Llei en qüestió; i en el cas de les Comissions no permanents són aquelles creades amb un propòsit específic i que la seva temàtica i durada estan fixades per endavant pel ple del Senat.
- La Diputació Permanent, composta per un nombre proporcional de senadors en funció de la importància numèrica dels diversos Grups Parlamentaris i que és l'òrgan que vetlla pels poders de la cambra entre períodes de sessions o quan el seu mandat ha acabat per expiració o dissolució.
- Les Ponències
- La Secretaria General és l'administració parlamentària.

## Funcions de la Cambra
El Senat té atribuït per la Constitució Espanyola de 1978 l'exercici d'unes funcions determinades, que poden tenir un caràcter concorrent, subordinat o exclusiu:
- Exerceix en concurrència amb el Congrés dels Diputats la representació del poble espanyol, la potestat legislativa, la funció pressupostària i el control de l'acció del Govern d'Espanya.
- Exerceix amb caràcter subordinat la potestat legislativa, podent prendre en consideració proposicions de Llei i remetre-les al Congrés dels Diputats, així com esmenar o vetar els projectes i proposicions procedents d'aquest, que sempre pot rebutjar les esmenes o vetos per majoria absoluta després de la seva reexpedició pel senat o per majoria simple dos mesos després d'aquesta reexpedició.
- Exerceix amb exclusivitat les funcions de proposta al Rei del nomenament de 4 Magistrats del Tribunal Constitucional i de 6 Vocals del Consell General del Poder Judicial, així com la potestat d'autoritzar al Govern a intervenir en les Comunitats Autònomes.

### Funció política
El Senat controla l'acció del Govern mitjançant interpel·lacions i preguntes, que qualsevol dels seus membres pot plantejar al Govern i que poden donar origen a una moció en la qual la cambra manifesti la seva posició.
En qualsevol cas la seva funció de control polític està subordinada al Congrés dels Diputats, únic davant el qual el Govern respon de la seva gestió.

### Funció legislativa
El Senat té la iniciativa legislativa, juntament amb el Congrés dels Diputats i amb el Govern.
El Senat tramita projectes de Llei, és a dir, iniciatives remeses pel govern al Congrés dels Diputats i ja aprovades per aquest. També tramita proposicions de Llei, iniciatives remeses pel Congrés dels Diputats o originades en el mateix Senat. En tots els casos pot introduir esmenes en els respectius textos.

### Funció d'integració territorial
La Constitució de 1978 reconeix que el Senat té un paper preeminent en la consideració de la necessitat que l'Estat harmonitzi disposicions generals de les Comunitats Autònomes i en l'autorització dels Convenis de Cooperació entre Comunitats Autònomes, però en cas de desacord el Congrés dels Diputats té l'última paraula i pot imposar el seu criteri pel vot de la majoria absoluta dels seus membres.
Únicament en un cas el Senat té una potestat plena i exclusiva, sense cap possibilitat d'intervenció per part del Congrés dels Diputats: quan una Comunitat Autònoma no compleix les obligacions que la Constitució o altres lleis li imposen o quan actua de forma greument contrària a l'interès general d'Espanya. Donats aquests casos, el Govern pot requerir al President autonòmic que cessi d'actuar en contra de les obligacions o interès general d'Espanya i, si aquest requeriment no és atès, el Govern pot sol·licitar l'autorització del Senat per a imposar les mesures necessàries per assegurar el compliment de les esmentades obligacions o per protegir l'interès general d'Espanya.
L'autorització del Senat ha de ser aprovada per majoria absoluta pel Senat mateix i pot incloure condicions i limitacions. L'autorització també dona potestat al Govern per impartir instruccions obligatòries a totes les autoritats de totes les Comunitats Autònomes. Una autorització d'aquesta mena es va aplicar per primer cop contra Catalunya amb l'article 155 el 27 d'octubre de 2017, arran de la declaració unilateral d'independència.

## Funcionament
Els senadors es reuneixen en sessions ordinàries. Les sessions extraordinàries es fan quan ho sol·licita el Govern d'Espanya, la Diputació Permanent o la majoria absoluta dels senadors.

## Crítiques i peticions de reforma
Nombroses personalitats polítiques, analístes polítics i acadèmics veuen el Senat com una cambra que no exerceix en la pràctica cap funció útil, ja que per a quasi totes les seues funcions el Congrés és qui acaba decidint. A més les poques funcions exclusives no s'han utilitzat. Existeixen moltes crides per reformar el Senat perquè es transforme en un òrgan que done rellevància a les diferents autonomies, altres demanen suprimir-lo. Tanmateix qualsevol reforma necessitaria un canvi en la Constitució.